# Sonne (Rammstein-Lied)
Sonne ist ein Song der deutschen Neue-Deutsche-Härte-Band Rammstein. Das Lied wurde von Rammstein geschrieben und von Jacob Hellner gemeinsam mit der Band produziert. Es ist die erste Single aus ihrem Album Mutter und wurde am 12. Februar 2001 veröffentlicht.

## Hintergrund
Till Lindemann sagte, das Lied sei ursprünglich als „Kämpferlied“ für die Brüder Vitali und Wladimir Klitschko geschrieben worden. „Klitschko“ sei auch der Arbeitstitel des Songs gewesen. So wird in dem Liedtext das Einschlagen auf den Gegner und das Zählen des Ringrichters bis zum K. o. paraphrasiert:
Die Sonne scheint mir aus den Händen

kann verbrennen, kann dich blenden

wenn sie aus den Fäusten bricht

legt sich heiß auf dein Gesicht

legt sich schmerzend auf die Brust

das Gleichgewicht wird zum Verlust

lässt dich hart zu Boden gehen

und die Welt zählt laut bis zehn

## Musikvideo
Nachdem der Song dann doch nicht als Untermalung eines Boxkampfes eingesetzt wurde – Vitali Klitschko hatte ihn Paul Landers zufolge als zu hart abgelehnt –, stellt das Musikvideo eine bei Rammstein häufig anzutreffende Rekontextualisierung des Textes dar, indem die Verse auf einen anderen erzählerischen Kontext projiziert werden: Das Musikvideo zeigt die Bandmitglieder als Zwerge, die für ein riesiges Schneewittchen in einer Mine Gold schürfen müssen. Schneewittchen wird als tyrannisch und drogenabhängig dargestellt – sie schnupft das Gold, das die Zwerge gewinnen, schubst sie herum und versohlt dem Gitarristen Paul Landers in einer Szene den nackten Po. Dennoch beten diese sie aufgrund ihrer Schönheit und ihrer erotischen Reize an. Sie stirbt, aber nicht durch einen vergifteten Apfel, sondern durch eine Überdosis Gold, die sie sich gespritzt hat, während die Zwerge arbeiten sind. Sie finden sie aus der Nase blutend im Badebottich liegend vor, neben ihr liegt eine Spritze. Die Zwerge tragen sie in einem gläsernen Sarg auf einen verschneiten Berggipfel, stellen diesen unter einem fast kahlen Apfelbaum ab und trauern.
Als die Zwerge sich zum Gehen wenden, löst sich ein letzter Apfel vom Ast, fällt auf den Sarg und zertrümmert das Glas. Dadurch erwacht Schneewittchen wieder, wird wütend und überrascht die sich zu ihr umdrehenden Zwerge. Das Video endet damit, dass die Zwerge in der Mine weiterarbeiten, um ihre „Sonne“ mit Gold zu versorgen.
Das Video wurde vom 13. bis 15. Januar 2001 im Babelsberger Filmstudio in Potsdam gedreht. Regie führte Joern Heitmann, der damals erstmals mit der Band zusammenarbeitete. Er zeichnete später auch für die Rammstein-Videos zu Ich will, Mutter, Amerika, Ohne dich, Keine Lust und Haifisch verantwortlich.
Schneewittchen wurde von der russischen Soap-Schauspielerin Julia Stepanowa (Юлия Степанова) gespielt.
2017 berichtete Keyboarder Christian Flake Lorenz in seinem Buch Heute hat die Welt Geburtstag, dass der Dreh unmittelbar vor dem Abflug der Band zu einer Festivaltour in Neuseeland und Australien stattfand. Da sich das Drehende verzögerte, habe die Band keine Zeit gehabt, sich vor dem Abflug noch sorgfältig abzuschminken. Um sie glaubwürdig als Minenarbeiter wirken zu lassen, seien die Musiker derartig verrußt und schmutzig geschminkt gewesen, dass eine Reinigung Stunden gedauert hätte, die nicht mehr zur Verfügung standen.

„Die Stewardessen im Flugzeug wunderten sich etwas über uns, wahrscheinlich hatten sie noch nie so dreckige Fluggäste an Bord gehabt. Die Kopflehnen wurden richtig schwarz, da auch unsere Haare nach Bergbau aussehen sollten. Sie waren aber nachsichtig, als sie den Grund erfuhren, also die Stewardessen. Wir stiegen in Los Angeles um und flogen mit einer amerikanischen Gesellschaft weiter, denen wir nicht so plausibel unseren Dreck erklären konnten. (...) Und dann kamen wir immer noch dreckig in Brisbane bei etwa 45 Grad an.“

Auch weitere Videos der Band wie etwa Rosenrot haben eine ähnliche märchenhafte Thematik.

## Titelliste
1. Sonne – 4:32
2. Adiós – 3:48
3. Sonne (Clawfinger K.O. Remix) – 4:11
4. Sonne (Clawfinger T.K.O. Remix) – 5:52
5. Sonne (Instrumental) – 4:31

- Auch als 2-Track-CD mit Sonne und Adiós erschienen.

## Kommerzieller Erfolg

### Chartplatzierungen
| ChartsChartplatzierungen | Höchstplatzierung | Wochen |
| ------------------------ | ----------------- | ------ |
| Deutschland (GfK)        | 2 (13 Wo.)        | 13     |
| Österreich (Ö3)          | 5 (15 Wo.)        | 15     |
| Schweiz (IFPI)           | 18 (12 Wo.)       | 12     |

| ChartsJahrescharts (2001) | Platzierung |
| ------------------------- | ----------- |
| Deutschland (GfK)         | 41          |
| Österreich (Ö3)           | 50          |

### Auszeichnungen für Musikverkäufe
| Land/Region                  | Auszeichnungen für Musikverkäufe (Land/Region, Auszeichnung, Verkäufe) | Verkäufe  |
| ---------------------------- | ---------------------------------------------------------------------- | --------- |
| Dänemark (IFPI)              | Gold                                                                   | 45.000    |
| Deutschland (BVMI)           | 3× Gold                                                                | 900.000   |
| Griechenland (IFPI)          | Gold                                                                   | 10.000    |
| Neuseeland (RMNZ)            | Gold                                                                   | 15.000    |
| Schweden (IFPI)              | Gold                                                                   | 15.000    |
| Spanien (Promusicae)         | Gold                                                                   | 30.000    |
| Vereinigtes Königreich (BPI) | Gold                                                                   | 400.000   |
| Insgesamt                    | 7× Gold · 1× Platin ·                                                  | 1.415.000 |

Hauptartikel: Rammstein/Auszeichnungen für Musikverkäufe

## Coverversionen

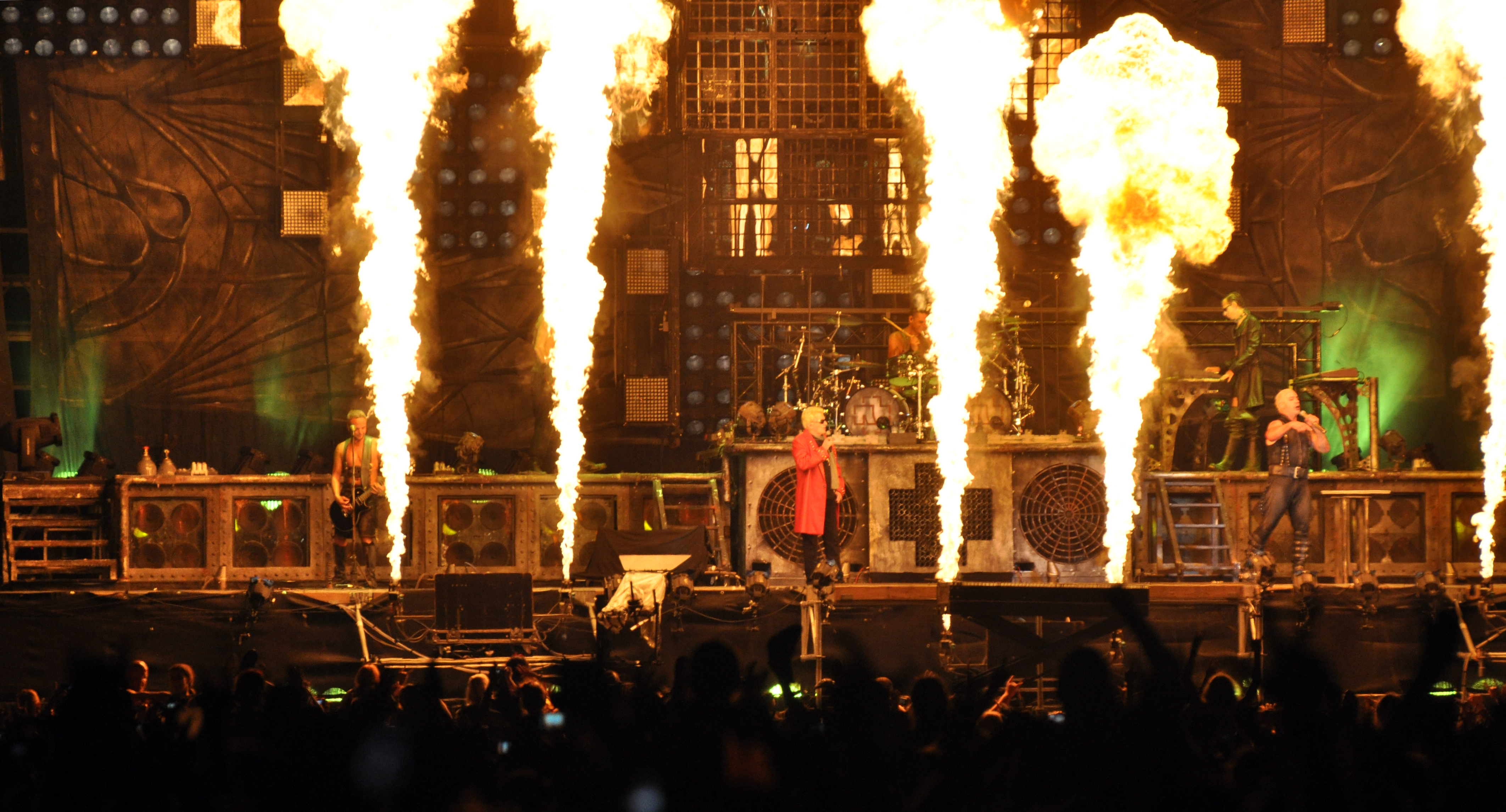
Heino gemeinsam mit Rammstein beim Wacken Open Air 2013

Bekannt wurde auch die Coverversion von Heino auf dem Album Mit freundlichen Grüßen (2013). Er kam damit auch in die deutschen Charts und erreichte Platz 91. Eine weitere Coverversion aus dem Jahr 2011 stammt von der deutschen Metalcore-Band Caliban. Sie wurde auf deren EP Coverfield und als Single veröffentlicht. Eine weitere Coverversion im Stil von Sirtaki-Musik wurde von The Drachmen veröffentlicht.
Eine von Clemens Pötzsch eingespielte Piano-Version des Stücks läuft während der Credits des im März 2019 veröffentlichten Rammstein-Musikvideos Deutschland. Diese Version wird auch als Outro während der Rammstein Stadium Tour verwendet.

## Trivia
- Die Frauenstimme im Lied ist ein Keyboard-Sample aus der Musikbibliothek Symphony of Voices von Spectrasonics.[12][13]
- Das Riff war bereits in der Demo-Version des Liedes Spiel mit mir enthalten.
- Des Weiteren ist der Song im Trailer und im Vorspann des Films Red Siren zu hören.
- In dem surrealistischen Psychothriller FearDotCom von Regisseur William Malone von 2002 ist der Song Sonne als musikalische Untermalung einer Entführungsszene zu hören.